# Conseil départemental de la Haute-Loire
 (août 2025).
Si vous disposez d'ouvrages ou d'articles de référence ou si vous connaissez des sites web de qualité traitant du thème abordé ici, merci de compléter l'article en donnant les références utiles à sa vérifiabilité et en les liant à la section « Notes et références ».
Le conseil départemental de la Haute-Loire — qui était avant le 1er janvier 2015, le conseil général de la Haute-Loire — est l'assemblée délibérante du département français de la Haute-Loire, collectivité territoriale décentralisée. Il est présidé par Marie-Agnès Petit (Les Républicains) depuis 2021 et siège à l'hôtel du département au Puy-en-Velay.

## Identité visuelle

### Identité visuelle (logotype)

Logo de la Haute-Loire (conseil général avant janvier 2015).
Logo de la Haute-Loire (conseil départemental depuis  janvier 2015.

## Historique
- Élections départementales de 2015 dans la Haute-Loire

## Élus

### Présidents du conseil départemental
| Période                            | Période                      | Identité                     | Étiquette                    | Étiquette                    |
| Président du conseil général       | Président du conseil général | Président du conseil général | Président du conseil général | Président du conseil général |
| ---------------------------------- | ---------------------------- | ---------------------------- | ---------------------------- | ---------------------------- |
| 1945                               | 1949                         | Charles Guillon              |                              | Rad.                         |
| 1949                               | 1964                         | Robert Bouvard               |                              | CNIP                         |
| 1964                               | 1973                         | Georges Billamboz            |                              | MRP puis CDP                 |
| 1973                               | 1976                         | Jean-Claude Simon            |                              | RI                           |
| 1976                               | 2004                         | Jacques Barrot               |                              | CDP puis UDF-CDS             |
| 2004                               | 2014                         | Gérard Roche                 |                              | DVD puis UDI                 |
| 2014                               | 2015                         | Jean-Pierre Marcon           |                              | UDI                          |
| Président du conseil départemental |                              |                              |                              |                              |
| 2015                               | 2021                         | Jean-Pierre Marcon           |                              | UDI                          |
| 2021                               | en cours                     | Marie-Agnès Petit            |                              | LR                           |

### Composition du conseil départemental
Le conseil départemental de la Haute-Loire comprend 38 conseillers départementaux issus des 19 cantons de la Haute-Loire.
| Président du Conseil départemental   |       |       |      |         |
| Marie-Agnès Petit (LR)               |       |       |      |         |
| Parti                                | Sigle | Sigle | Élus | Groupes |
| Majorité (30 sièges)                 |       |       |      |         |
| Union des démocrates et indépendants |       | UDI   | 13   |         |
| Divers droite                        |       | DVD   | 11   |         |
| Les Républicains                     |       | LR    | 5    |         |
| Mouvement démocrate                  |       | MoDem | 1    |         |
| Minorité (3 sièges)                  |       |       |      |         |
| Divers droite                        |       | DVD   | 3    |         |
| Opposition (5 sièges)                |       |       |      |         |
| Parti socialiste                     |       | PS    | 4    |         |
| Divers gauche                        |       | DVG   | 1    |         |